# Nejmeh Sporting Club
Maillots
Actualités
Dernière mise à jour : 11 décembre 2024.
Le Nejmeh Sporting Club (arabe : نادي النجمة الرياضي), plus couramment abrégé en Nejmeh SC, est un club libanais de football fondé en 1945 et basé à Ras Beyrouth, quartier de Beyrouth, capitale du pays.

## Histoire
Le club est connu pour avoir été singulièrement animé d'un idéal de creuset multiconfessionnel tant dans la composition de l'équipe elle-même que parmi ses supporters dans un pays où les clubs de sport se déterminaient par une identification ethnique ou religieuse.

### Rivalité

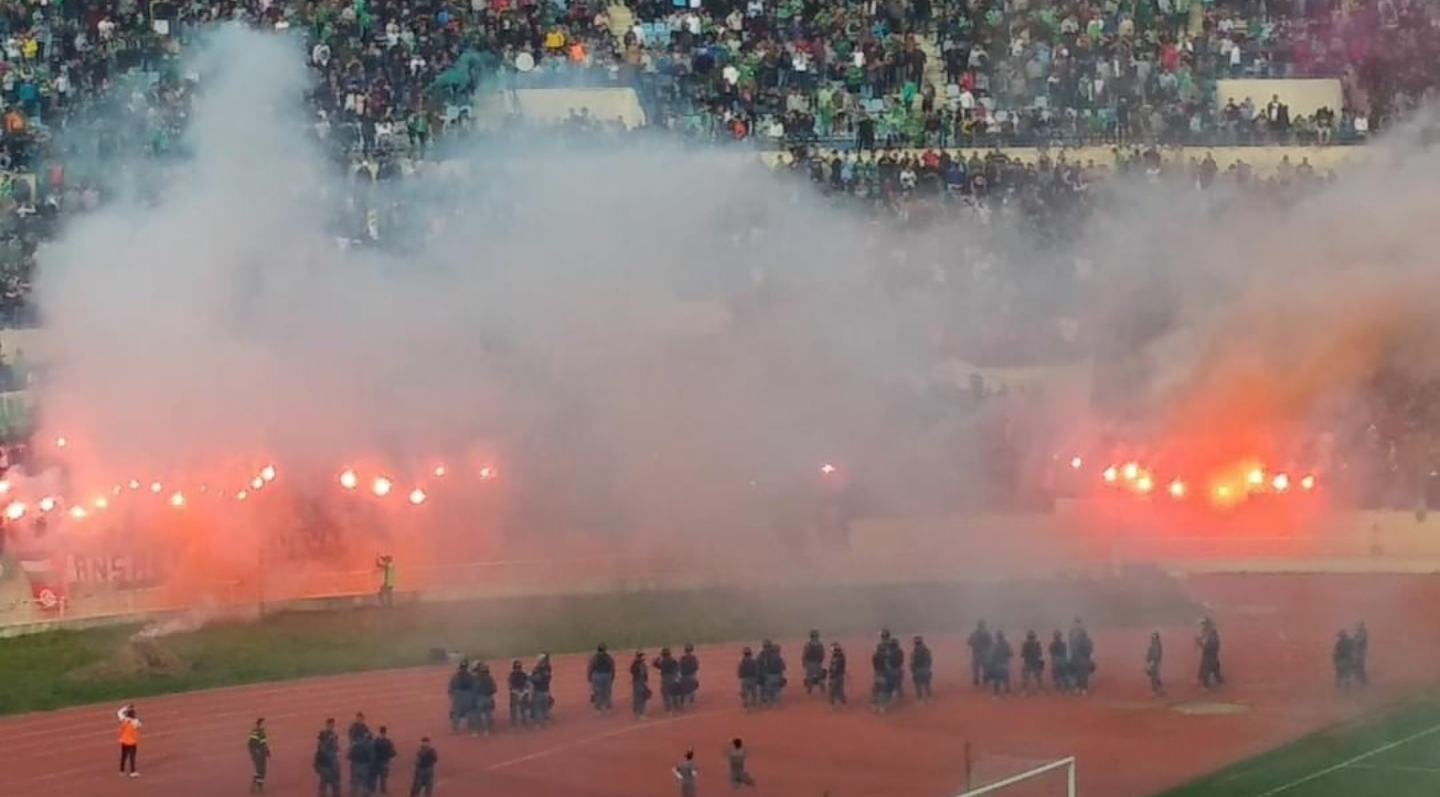
Supporters de l'Al Ansar durant le Derby de Beyrouth contre Nejmeh à la Cité sportive Camille-Chamoun en 2018

Le Nejmeh entretient une rivalité avec une autre équipe de la capitale, à savoir le club sunnite du Al Ansar. Le match entre les deux équipes est appelé le « Derby de Beyrouth ».

## Palmarès
- Coupe de l'AFC
  - Finaliste : 2005
- Coupe des clubs champions arabes
  - Finaliste : 1982
- Championnat du Liban (9)
  - Champion : 1973, 1975, 2000, 2002, 2004, 2005, 2009, 2014, 2024
- Coupe du Liban (8)
  - Vainqueur : 1971, 1987, 1989, 1997, 1998, 2016, 2022, 2023
  - Finaliste : 1996, 2003, 2004, 2012, 2015, 2021
- Supercoupe du Liban (6)
  - Vainqueur : 2000, 2002, 2004, 2008, 2015, 2016
- Coupe de l'élite (12)
  - Vainqueur : 1996, 1998, 2001, 2002, 2003, 2004, 2005, 2014, 2016, 2017, 2018, 2021
  - Finaliste : 1997, 2013

## Documentaire
- Youssef Yaacoub et Jonathan Cadiot (réal.), Le Peuple de Nejmeh, 53 min, 2015